# 何得樂
何得乐，本名戴尔·赫伊贝尔（英語：Dale Hoiberg），美国汉学家。

## 生平
1997年以来担任《不列颠百科全书》主编。曾获得中国文学博士学位，1978年开始为《不列颠百科全书》撰写文章，做出重要贡献。曾受邀参加台湾书展等相关活动。